# El Gavillero, Oaxaca
El Gavillero är en ort i Mexiko.   Den ligger i kommunen San Felipe Tejalápam och delstaten Oaxaca, i den sydöstra delen av landet, 400 km sydost om huvudstaden Mexico City. El Gavillero ligger 1 727 meter över havet och antalet invånare är 121.
Terrängen runt El Gavillero är varierad. Runt El Gavillero är det ganska tätbefolkat, med 230 invånare per kvadratkilometer. Närmaste större samhälle är Oaxaca de Juárez, 17,0 km öster om El Gavillero. Trakten runt El Gavillero består i huvudsak av gräsmarker.